# Rumänischer Eishockeypokal 2010/11
Der Rumänische Eishockeypokal, rumänisch: Cupa României la Hochei pe gheaţă, wird seit 1969 ausgetragen.

## Teilnehmer und Modus
An der Austragung des Rumänischen Eishockeypokals im Jahre 2009/10 nahmen die sechs Mannschaften der vorjährigen Rumänischen Liga teil. In zwei Gruppen qualifizierten sich die jeweils beiden ersten für die Halbfinalspiele. In Überkreuzvergleichen wurden die Finalisten ermittelt. Es fand jeweils nur ein Spiel ohne Rückspiel statt.
- Steaua Bukarest
- ASC Corona 2010 Brașov
- Sportul Studențesc
- HSC Csíkszereda
- CS Progym Gheorgheni
- CSM Dunărea Galați

## Gruppenphase

### Gruppe A
| 14. Januar 2011 16:30 Uhr | Sportul Studențesc | 2:11 (1:0, 0:5, 1:6) Spielbericht | CSM Dunărea Galați | Patinoarul Dunărea, Galați Zuschauer: 50 |

| 18. Januar 2011 18:23 Uhr | ASC Corona Brașov | 20:2 (5:0, 8:1, 7:1) Spielbericht | Sportul Studențesc | Patinoarul Dunărea, Galați Zuschauer: 100 |

| 21. Januar 2011 17:00 Uhr | CSM Dunărea Galați | 1:10 (0:1, 0:7, 1:2) Spielbericht | ASC Corona Braşov | Patinoarul Dunărea, Galați Zuschauer: k. A. |

| Platz | Verein                      | Sp. | S | S2 | N1 | N | Tore  | Punkte |
| ----- | --------------------------- | --- | - | -- | -- | - | ----- | ------ |
| 1     | ASC Corona 2010 Brașov      | 2   | 2 | 0  | 0  | 0 | 30:2  | 6      |
| 2     | CSM Dunărea Galați          | 2   | 1 | 0  | 0  | 1 | 12:12 | 3      |
| 3     | Sportul Studențesc Bukarest | 2   | 0 | 0  | 0  | 2 | 4:31  | 0      |

### Gruppe B
| 22. Januar 2011 15:30 Uhr | CS Progym Gheorgheni | 1:4 (1:1, 0:3, 0:0) Spielbericht | Steaua Bukarest | Mujegpalya-Arena, Gheorgheni Zuschauer: 200 |

| 24. Januar 2011 14:00 Uhr | HSC Csíkszereda | 11:0 (3:0, 2:0, 6:0) Spielbericht | CS Progym Gheorgheni | Vákár Lajos Műjégpálya, Miercurea Ciuc Zuschauer: 150 |

| 27. Januar 2011 16:00 Uhr | Steaua Bukarest | 3:6 (1:3, 2:1, 0:2) Spielbericht | HSC Csíkszereda | Patinoarul Dunărea, Galați Zuschauer: 100 |

| Platz | Verein               | Sp. | S | S2 | N1 | N | Tore | Punkte |
| ----- | -------------------- | --- | - | -- | -- | - | ---- | ------ |
| 1     | HSC Csíkszereda      | 2   | 2 | 0  | 0  | 0 | 17:3 | 6      |
| 2     | Steaua Bukarest      | 2   | 1 | 0  | 0  | 1 | 7:7  | 3      |
| 3     | Progym Gheorgheni PH | 2   | 0 | 0  | 0  | 2 | 1:15 | 0      |

## Finalturnier
Die Final Four fanden am Wochenende 29./30. Januar 2011 in Brașov statt. Die Sieger und Zweitplatzierten der Gruppen trafen in Überkreuzvergleichen aufeinander. Die Sieger standen im Finale.

### Halbfinale
| 29. Januar 2011 12:56 Uhr | HSC Csíkszereda | 6:4 (4:1, 1:1, 1:2) Spielbericht | CSM Dunărea Galaţi | Patinoarul, Brașov Zuschauer: k. A. |

| 29. Januar 2011 16:06 Uhr | ASC Corona Braşov | 6:4 (0:1, 3:1, 3:2) Spielbericht | Steaua Bukarest | Patinoarul, Braşov Zuschauer: 1.000 |

### Spiel um Platz 3
| 30. Januar 2011 12:56 Uhr | Steaua Bukarest | 3:4 (1:0, 2:2, 0:2) Spielbericht | CSM Dunărea Galaţi | Patinoarul, Braşov Zuschauer: 500 |

### Finale
| 30. Januar 2011 19:19 Uhr | ASC Corona Braşov | 1:4 (0:1, 1:2, 0:1) Spielbericht | HSC Csíkszereda | Patinoarul, Braşov Zuschauer: 2.000 |

## Auszeichnungen
Die besten Scorer wurden
| # | Spieler           | Mannschaft    | Tore | Vorlagen | Punkte |
| - | ----------------- | ------------- | ---- | -------- | ------ |
| 1 | Antal Zsombor     | Corona Braşov | 5    | 7        | 12     |
| 2 | Szabolcs Szõcs    | Corona Braşov | 3    | 8        | 11     |
| 3 | Vitali Kirichenko | Corona Braşov | 4    | 5        | 9      |
| 4 | Eduard Hartmann   | Galati        | 3    | 6        | 9      |
| 5 | Juraj Zemko       | Galati        | 2    | 7        | 9      |
| 6 | Ioan Timaru       | Steaua        | 6    | 2        | 8      |